# 歐氏長吻鰩
歐氏長吻鰩（學名：Dipturus olseni），為軟骨魚綱鰩目鰩科長吻鰩屬的一種，分布於中西大西洋墨西哥灣北部從佛羅里達州至德克薩斯州海域，深度55至385公尺，本魚上表面呈深橄欖褐色，盤面上有許多深褐色的小圓形不明顯斑點，下表面呈墨黑色，每個氣門後方有一對白色的小孔，向尾部有兩排較小的白色孔，體長可達69公分，棲息在大陸棚及大陸坡上層海域，為底棲性魚類，肉食性，卵生，生活習性不明。